# World Coming Down
World Coming Down é o quinto álbum de estúdio da banda Type O Negative, lançado a 21 de Setembro de 1999. O disco atingiu o nº 39 da Billboard 200.
Em 2021, a revista Metal Hammer o elegeu como um dos 20 melhores álbuns de metal de 1999.

## Faixas
| N.º            | Título | Duração |  |
| 1.             | "Skip It (Intro)" | 0:09    |  |
| 2.             | "White Slavery" | 8:21    |  |
| 3.             | "Sinus (Interlude)"                                                                                                   | 0:43    |  |
| 4.             | "Everyone I Love Is Dead"                                                                                             | 6:11    |  |
| 5.             | "Who Will Save the Sane?"                                                                                             | 6:41    |  |
| 6.             | "Liver (Interlude)"                                                                                                   | 1:42    |  |
| 7.             | "World Coming Down"                                                                                                   | 11:10   |  |
| 8.             | "Creepy Green Light"                                                                                                  | 6:56    |  |
| 9.             | "Everything Dies" | 7:43    |  |
| 10.            | "Lung (Interlude)" | 1:36    |  |
| 11.            | "Pyretta Blaze" | 6:57    |  |
| 12.            | "All Hallows Eve" | 8:35    |  |
| 13.            | "Day Tripper (medley)" (cover de The Beatles) 1. 1. Day Tripper 2. If I Need Someone 3. I Want You (She's So Heavy) ) | 7:02    |  |
| Duração total: | Duração total: | 73:46   |  |

## Créditos
- Peter Steele – Vocal, baixo, guitarra, teclados
- Josh Silver – Teclados, vocal de apoio
- Kenny Hickey – Guitarra, vocal de apoio
- Johnny Kelly – Bateria, vocal de apoio